# 热河灯心草
热河灯心草（学名：Juncus turczaninowii var. jeholensis）是灯心草科灯心草属尖被灯心草的变种。分布于中国大陆的内蒙古等地，生长于海拔720米的地区，一般生长在湿地或沼泽地，目前尚未由人工引种栽培。